# Odlévání

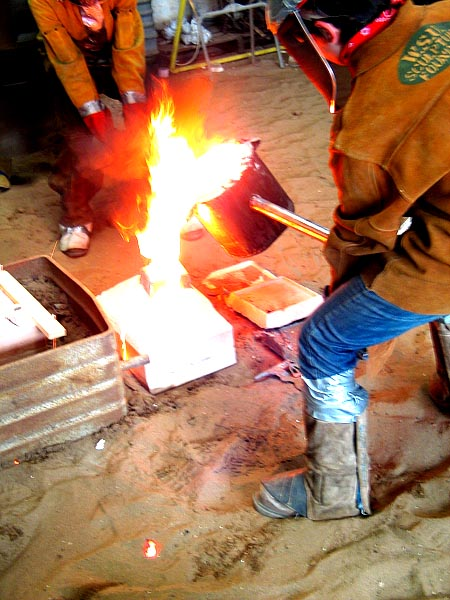
Odlévání železa do pískové formy

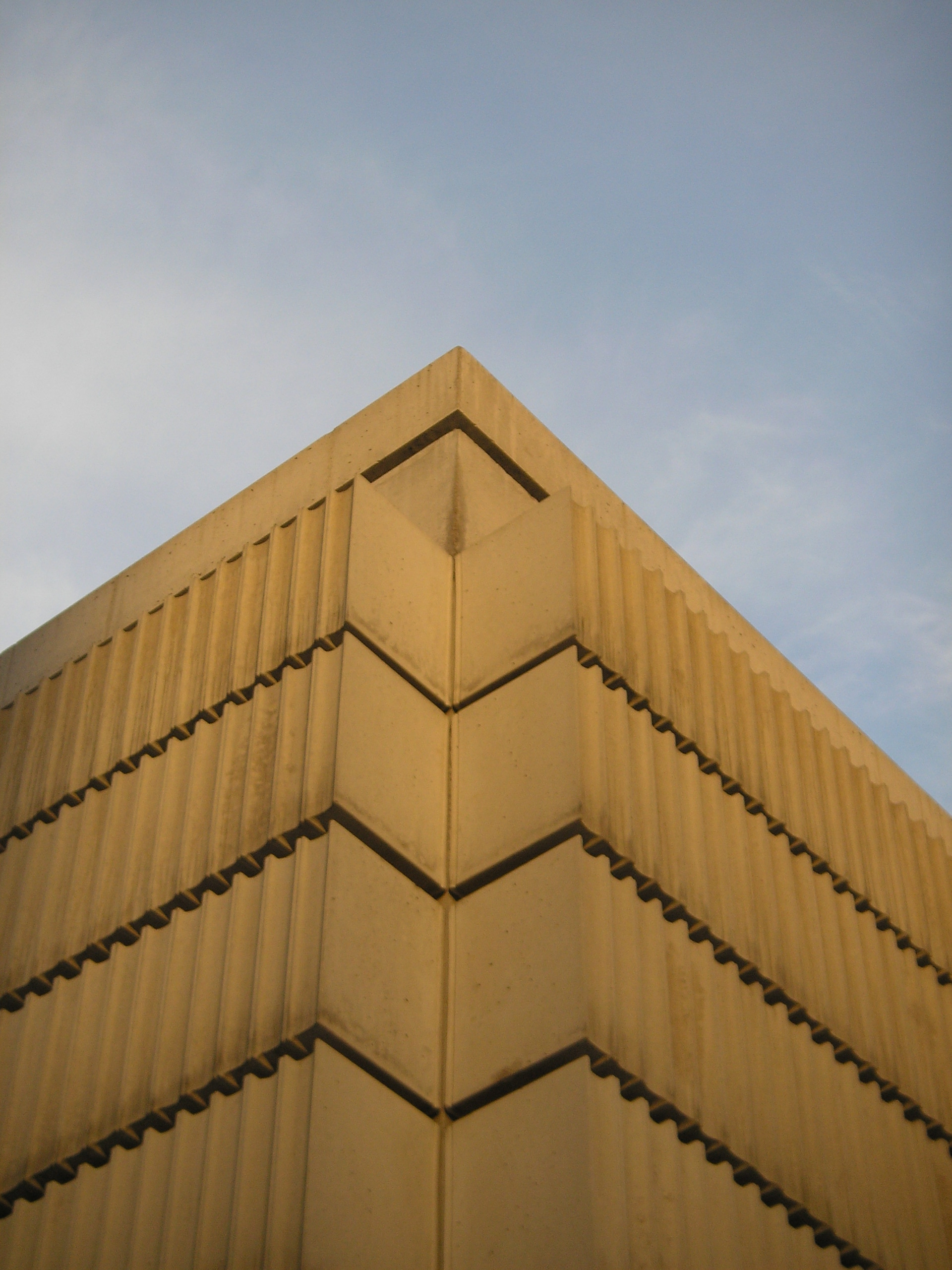
Nameless Library – památník obětí holokaustu – z betonu odlité knihy v policích obrácené hřbety dovnitř.

Odlévání (ve slovních spojeních často též lití) je způsob výroby různých předmětů tím, že se kapalný (roztavený) kov, slitina, sklo, případně jiná kapalina nebo suspenze schopná ztuhnout, vlévá do formy potřebného tvaru. Způsob výroby odléváním se volí především pro výrobky složitých tvarů, které je obtížné nebo neekonomické vyrobit jiným způsobem (např. obráběním, tvářením nebo svařováním).
Forma obsahuje dutinu, která je negativem požadovaného výrobku. Případný otvor v odlitku lze vytvořit pomocí tzv. jádra vloženého do formy. Po ztuhnutí odlévané látky a odstranění formy vzniká odlitek. Ten je buď konečným produktem, nebo polotovarem pro další zpracování – obrábění apod. Forma se vytváří podle modelu, zhotoveného ze dřeva, vosku i jiných materiálů. Tvar modelu je odvozen z požadovaného tvaru odlitku zvětšeného o přídavek na smrštění, navíc jsou na něm vymodelovány tvary potřebné pro výrobní proces – vtoková soustava, nálitky, odvětrání apod.
Kapalina může zatékat do formy volně, svou tíhou, nebo nuceně; podle druhu působící síly hovoříme o odstředivém lití nebo tlakovém lití, u termoplastů o vstřikování plastů.
Odlévání je 6000 let starý proces. Dosud nejstarší důkaz o odlévání je měděná žába zhotovená přibližně 3200 let př. n. l. v Mezopotámii.

## Základní pojmy
Základní pojmy ve slévárenství (stručný výtah):
- Model – předloha pro výrobu formy, pro hrubé tvary a menší série nebo kusovou výrobu se model vyrábí ze dřeva, sádry nebo jiných snadno opracovatelných materiálů (polystyren...), pro složitější a přesnější tvary z vosku (vytavitelný model), pro mnohonásobné použití může být model kovový; typickým znakem modelu je úkos u stěn kolmých k dělicí rovině formy, aby bylo možno model z formy vyjmout
- Forma – negativ odlitku
  - jednorázová (netrvalá) – vyrobená pěchováním formovací směsi na model ve formovacím rámu
    - skořepinová – vyrobená postupným nanášením formovací směsi na vytavitelný model (voskový) a jejím následným vytvrzením

  - polotrvalá
  - trvalá – pro kovy většinou kovová, pro slitiny s nízkou teplotou tání silikonová, pro odlévání keramiky sádrová
- Jaderník – forma pro výrobu jádra (z podobných materiálů jako model)
- Jádro – samostatná část vkládaná do formy pro vytvoření otvoru nebo dutiny v odlitku, pro jednorázové formy ze stejného materiálu jako forma (formovací směsi), pro trvalé formy se často používají jednorázová jádra z formovací směsi, protože kovové jádro by nešlo z odlitku vybrat (jednorázové jádro se rozbije).
- Formovací směs – směs ostřiva a pojiva pro výrobu jednorázových forem
  - modelová směs – formovací směs, která je v přímém kontaktu s modelem a následně taveninou
  - výplňová směs – formovací směs vyplňující zbytek rámu, může být méně kvalitní než modelová směs
  - jednotná směs – formovací směs jednotná pro celý objem formy
  - ostřivo – pro litinu nejčastěji slévárenský písek (křemičitý), pro odlévání oceli se používají ostřiva s vyšší teplotní odolností (např. na bázi Al2O3)
  - pojivo – nejčastěji jíl (bentonit)
- Vtoková soustava – vtoková jamka + kanálky pro přívod taveniny do dutiny formy a odvod vzduchu z dutiny formy

## Metody odlévání
Gravitační lití – tavenina vyplňuje formu pouze působením gravitace. Jde o nejčastější technologii pro kusovou výrobu.
Odstředivé lití – forma při odlévání rotuje podél vodorovné nebo svislé osy. Používá se zejména pro rotačně symetrické odlitky s válcovou dutinou.
Tlakové lití – tavenina vyplňuje formu působením vnější síly (tlakem pístu nebo vzduchu), v případě termoplastů se pro tuto technologii používá pojem "vstřikování". Používá se hlavně v hromadné výrobě při odlévání do trvalých forem.
Kontinuální lití – forma určuje pouze tvar průřezu, délka odlitku není omezena, do formy je z jedné strany doplňována tavenina, z druhé strany je stálou rychlostí odebírán odlitek. Používá se zejména pro výrobu polotovarů v hutní výrobě (namísto dřívějšího odlévání ingotů do kokil) a při výrobě tabulového skla. Výhodou kontinuálního lití oproti starším technologiím je nižší spotřeba energie pro výrobu ekvivalentního výrobku.

## Přesné lití
V současnosti je většina drobných součástí v hromadné výrobě produkována odléváním. Tyto výrobky jsou vyráběny s co nejmenšími přídavky na obrábění, popřípadě bez nich, jde-li o speciální slitiny. Tento způsob odlévání je nazýván přesné lití.
Technologie přesného lití:
- Odlévání do kovových forem (gravitační, nízkotlaké, vysokotlaké), používá se pro slitiny hliníku, hořčíku a zinku.
- Lití na spalitelný model
- Lití na vytavitelný model

### Metoda ztraceného vosku
Metoda ztraceného vosku, nebo též lití na vytavitelný model, se používá v hromadné i v kusové výrobě. V hromadné výrobě se nejdříve zhotoví forma na odlévání voskových modelů konečného výrobku. U drobných součástí se větší počet voskových modelů připojí k voskovému modelu vtokové soustavy, vznikne tzv. voskový stromeček. Na ten se postupně v několika vrstvách (4 až 12) nanese formovací směs – model se vždy namočí v keramické břečce (suspenze ostřiva a pojiva) a následně posype žárovzdorným materiálem. Výsledkem je skořepinová forma. Forma se zahřeje, čímž se vosk roztaví a vyteče (používá se šokový ohřev párou, při pomalém ohřevu by skořepina mohla v důsledku větší teplotní roztažnosti vosku popraskat). Vosk se recykluje – použije se pro výrobu dalších modelů. Dutá skořepinová forma se vytvrdí (vypálí). Bezprostředně po vytvrzení se do ještě horké formy naleje tavenina (pokud by se forma nechala vychladnout, mohly by v ní vzniknout trhliny). Po ztuhnutí a vychladnutí odlitku je nutno formu rozbít, buď použitím vibrací, proudem vody, nebo otryskáním ocelovými kuličkami (které však mohou poškodit povrch odlitku). Někdy se tato technologie nazývá "lití na ztracenou formu", ve skutečnosti je však "ztracena" každá jednorázová (netrvalá) forma.

## Odlévané materiály

### Kovy a slitiny
Při odlévání kovů a slitin se tavenina se připravuje v tavicích pecích v tavírně. Na místo odlévání (licí pole) se dopravuje v licí pánvi. Nejpoužívanějším kovovým materiálem z hlediska objemu (hmotnosti) pro výrobu odlitků je litina. Ocel na odlitky a ostatní kovy a slitiny tvoří podstatně menší část.

### Keramika
Při odlévání keramiky se do nasákavé sádrové formy lije keramická břečka (licí suspenze). Sádrová forma odebere ze suspenze vodu, čímž se na povrchu formy vytvoří poměrně rovnoměrná vrstva ztuhlého materiálu (keramické hlíny). Zbytek licí břečky se následně vylije z formy. Touto technikou lze vyrábět tenkostěnné nádoby (misky, lahve) i poměrně složité tvary (čajové konvice, umyvadla a další sanitární keramika).

### Sádra a beton
Pro odlévání sádry, betonu a dalších materiálů (např. polyuretanová pryskyřice) se kromě běžných forem používají i tzv. svlékací formy z flexibilních materiálů (kaučuk, silikon), zejména pro hromadnou výrobu tvarově náročných odlitků jako jsou například sádrové ozdobné prvky pro štukatérskou výzdobu.

### Formy
Jednorázové (netrvalé) formy jsou zhotoveny z formovací směsi, jejíž hlavní složkou je nejčastěji slévárenský písek (ostřivo). Trvalé formy pro tlakové lití jsou obvykle kovové. Pro odlévání z kovů a slitin s nízkou teplotou tání (cínoví vojáčci) se používají formy ze silikonu (Lukopren).